# Jean Tamini
Jean Tamini (Monthey, Wallis kanton, 1919. december 9. – 1993. március 13.) svájci labdarúgócsatár.